# بينتاغون جونيور
بينتاغون جونيور هو مصارع محترف مكسيكي ولد في 5 فبراير 1985، يعمل حالياً في آول إليت ريسلينغ.

## روابط خارجية
- بينتاغون جونيور على موقع دبليو دبليو إي (الإنجليزية)
- بينتاغون جونيور على موقع CageMatch worker (الإنجليزية)
- بينتاغون جونيور على موقع قاعدة بيانات المصارعة على الإنترنت (الإنجليزية)
- بينتاغون جونيور على موقع عالم المصارعة على الإنترنت (الإنجليزية)